# Eika Katappa
Eika Katappa est un film allemand, premier long métrage de Werner Schroeter, sorti en 1969.

## Fiche technique
- Titre : Eika Katappa
- Réalisation : Werner Schroeter
- Scénario : Werner Schroeter
- Photographie : Werner Schroeter (Pour Violetta (8e partie du film) : Robert van Ackeren)
- Production : Werner Schroeter
- Montage : Werner Schroeter
- Format : 16mm, 1.37
- Pays : Allemagne de l'Ouest
- Durée 144 min, en couleur.

## Distribution
- Joachim Bauer
- Rita Bauer
- Alix Buchen (sous le nom d'Alix v. Buchen)
- Camille Calabrese
- Carla Egerer (sous le nom de Carla Aulaulu)
- Rosemarie Heinikel (sous le nom de Rosy-Rosy)
- Knut Koch (sous le nom de Marlene Koch)
- Magdalena Montezuma
- Ingo Salto
- Sigurd Salto
- René Schönberg
- Werner Schroeter
- Gisela Trowe
- Rosa von Praunheim

## Tournage
- Tourné entre autres à Naples et Heidelberg.

## Distinctions
Le film a été présenté à la Quinzaine des réalisateurs, en sélection parallèle du festival de Cannes 1970.
Le film a également reçu le Prix Josef von Sternberg en 1969[réf. souhaitée]